# AMT (Genua)
Die Azienda Mobilità e Trasporti Genova S.p.A, kurz AMT Genova, ist ein Verkehrsunternehmen für den Öffentlichen Personennahverkehr in der norditalienischen Hafenstadt Genua. Das Unternehmen betreibt neben dem Linienbusnetz auch die U-Bahn Metropolitana di Genova, die Ferrovia Genova–Casella, eine Zahnradbahn, zwei Standseilbahnen sowie verschiedene Aufzüge in der Stadt. Die Anteile der als Aktiengesellschaft eingetragenen AMT werden zu 59 % von der Stadt Genua und zu 41 % von der französischen RATP gehalten.

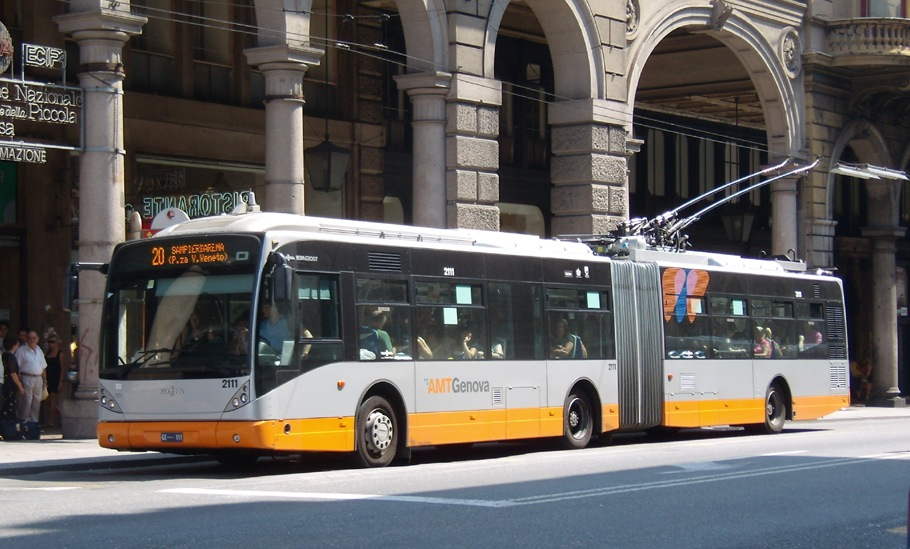
O-Bus der AMT Genua

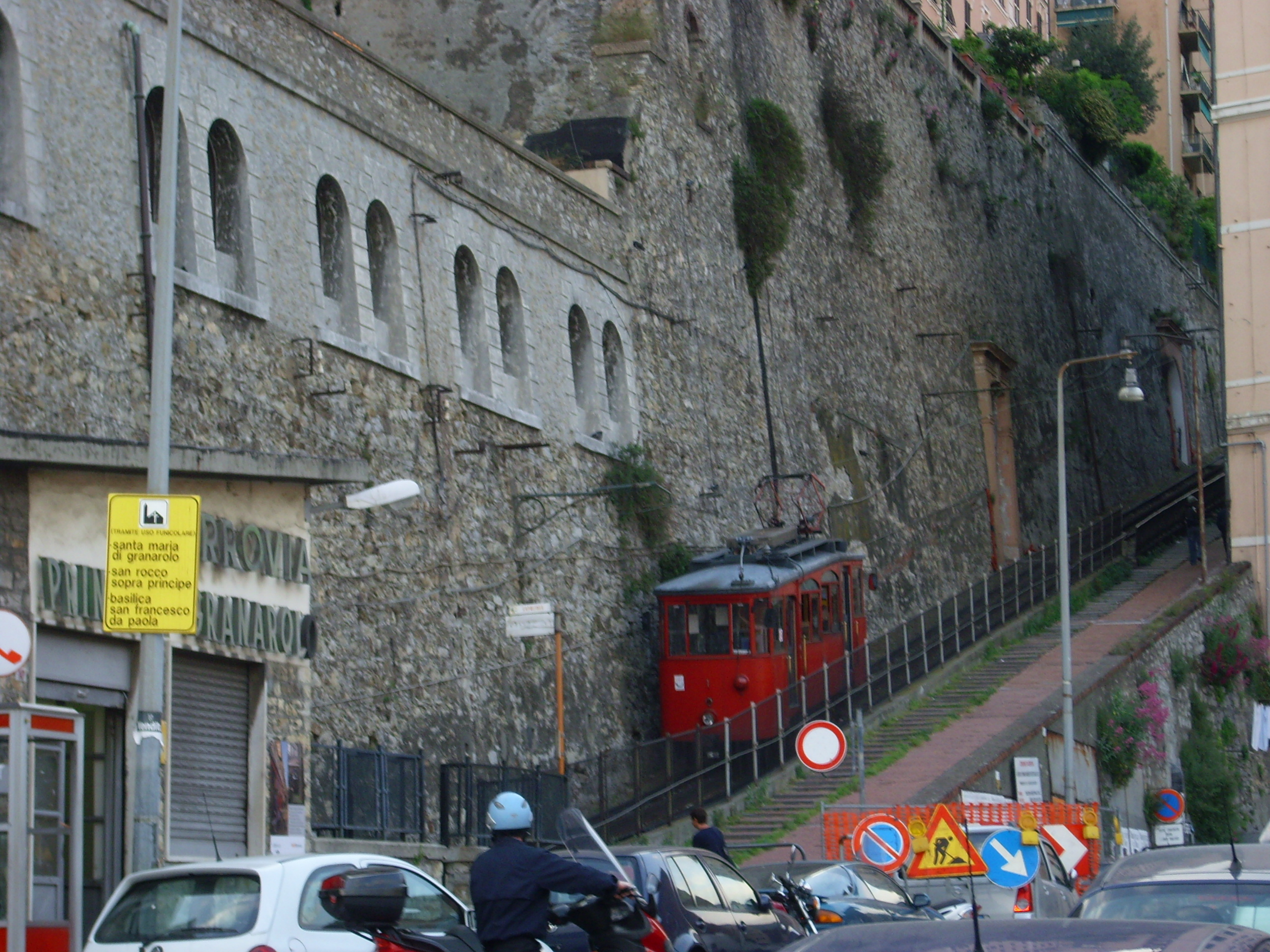
Die Zahnradbahn Principe–Granarolo

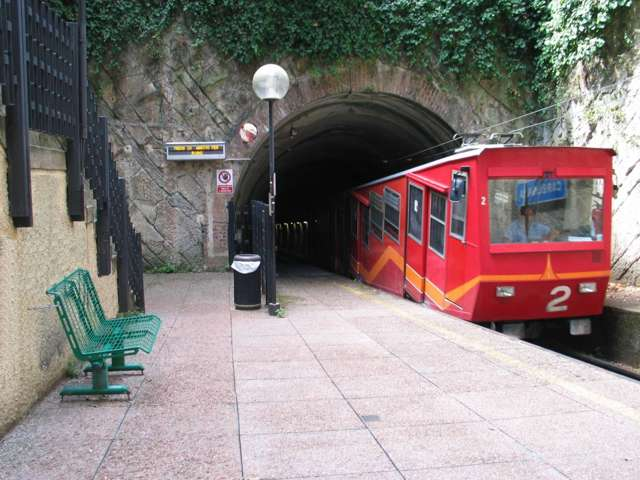
Die Standseilbahn Zecca–Righi

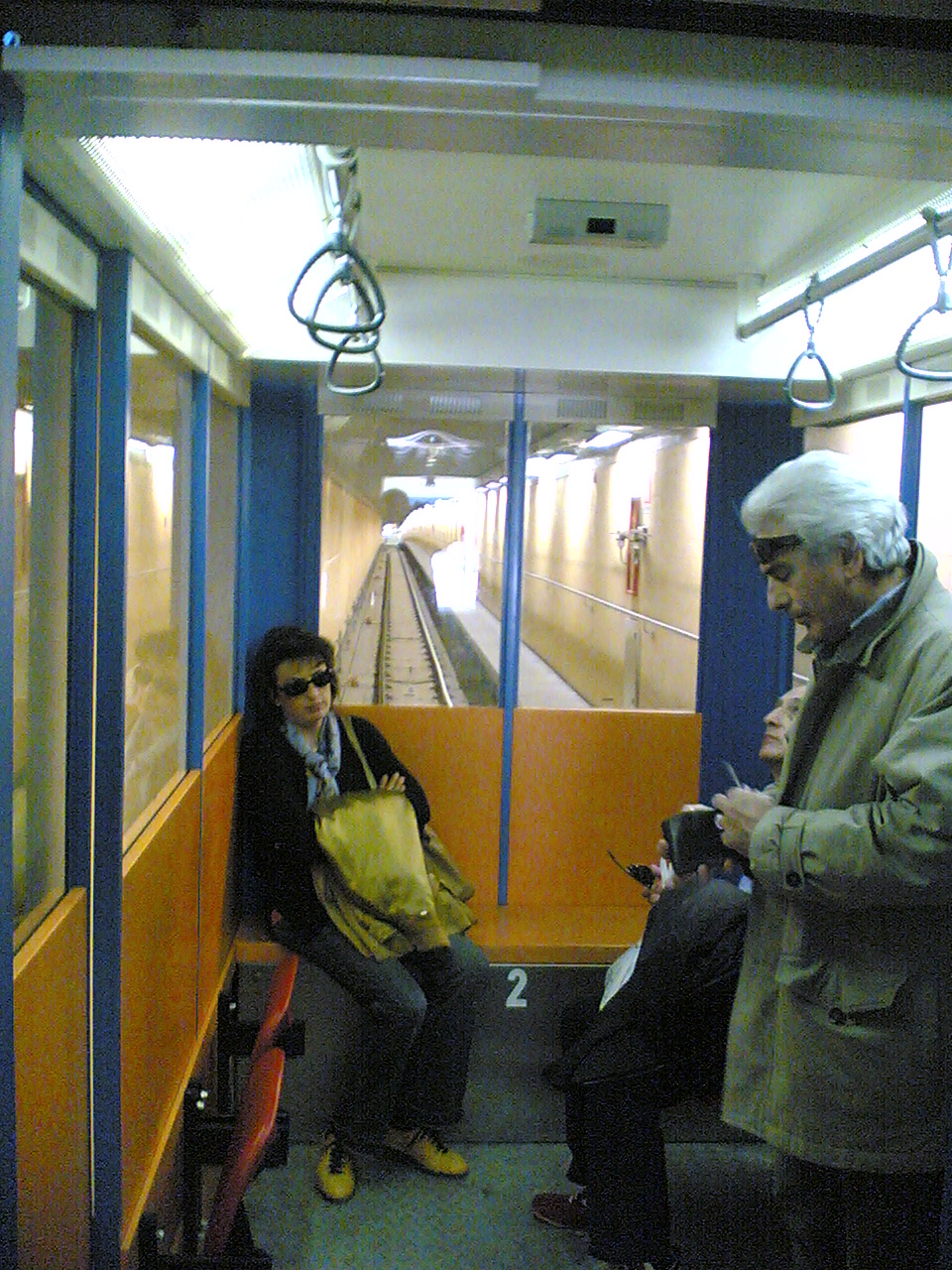
Der Aufzug Castello d’Albertis–Montegalletto im Horizontalabschnitt (Innenansicht)

## Geschichte

### Die Ursprünge
Gegen Ende des 18. Jahrhunderts war der öffentliche Nahverkehr drei verschiedenen Unternehmen anvertraut worden, die mit ihrem Service jedoch weit unter ihren Möglichkeiten blieben:
- Die Società di Ferrovie Elettriche e Funicolari (FEF, zu Deutsch: Gesellschaft für Elektrische Eisenbahnen und Standseilbahnen) – ein Schweizer Unternehmen, das eine elektrische Straßenbahnlinie zwischen der Piazza Manin und der Piazza Corvetto, mit einer Länge von wenig mehr als einem Kilometer, betrieb
- Die Società Tramways Orientali (TO, zu Deutsch: Osttramways-Gesellschaft) – ein italienisch-belgisches Unternehmen, das lediglich Studien zu Basisprojekten durchführte
- Die Compagnia Generale Francese di Tramways (zu Deutsch: Französische Hauptgesellschaft für Tramways), die im Ponente und im Val Polcevera eine Pferdetramway unterhielt

### Die UITE
1894 übernahm die Allgemeine Elektricitäts-Gesellschaft (AEG) aus Berlin die beiden Unternehmen FEF und TO. Ein Jahr später gründete die AEG zwei neue Gesellschaften: Die Officine Elettriche Genovesi (OEG, zu Deutsch: Genuesische Elektrizitätswerkstätten), die nach dem Kauf der  Società Genovese di Elettricità (zu Deutsch: Genuesische Gesellschaft für Elektrizität) das Monopol über die Stromversorgung im Nahverkehr haben sollte; und die Società Unione Italiana Tramways Elettrici (UITE, zu Deutsch: Italienischer Gesellschaftsverband elektrischer Tramways), die die Linien der Compagnia Generale Francese di Tramways mit Strom versorgen wird.
Unter Leitung des neuen Eigentümers realisierten die FEF und die TO in wenigen Jahren ein Straßenbahnnetz von mehr als 53 Kilometern Gesamtlänge. 1901 gingen die FEF und die TO in der UITE auf, die somit einziges Nahverkehrsunternehmen auf einem Territorium das von den Stadtvierteln Nervi bis Voltri und von Prato bis Pontedecimo reichte. Weiteres siehe Straßenbahn Genua.
Im Ersten Weltkrieg wurde die UITE von einigen italienischen Unternehmern übernommen, und 1927 erstand die Stadt Genua die Mehrheit der Gesellschaftsaktien.

### Umwandlung in ein Stadtwerk
Die UITE behielt bis 1965 ihren Status als Gesellschaft und wurde, nachdem die Stadt die komplette Leitung übernahm, in Azienda Municipalizzata Trasporti (AMT, zu Deutsch: Städtischer Transportbetrieb) umbenannt. In diesem Zusammenhang wurden tiefgreifende Veränderungen am Nahverkehrsnetz unternommen. So wurden die Straßenbahnlinien in Oberleitungsbuslinien umgebaut, die wiederum bis 1973 in reguläre Buslinien umgewandelt wurden.
Mit der Übernahme verschiedener kleinerer Transportbetrieben, die oft in finanzielle Schwierigkeiten geraten waren, konnte AMT ihren Service auf den gesamten extraurbanen Raum des Golfes von Genua ausweiten.
Zum Anlass der Fußballweltmeisterschaft 1990 wurde der erste Abschnitt der neuen U-Bahn-Linie, der Metropolitana di Genova, eingeweiht. 1998 wurde eine neue Oberleitungsbuslinie zwischen dem Stadtviertel Foce und dem World Trade Center eröffnet. Aufgrund späterer Straßenarbeiten und Veränderungen am Straßennetz der Stadt war sie jedoch zwischen 2000 und 2007 komplett geschlossen und konnte dann teilweise den Betrieb im östlichen Teil Genuas wiederaufnehmen.

### Privatisierung
1999 wurde AMT nach öffentlicher Ausschreibung privatisiert und wurde wieder in eine Aktiengesellschaft umgewandelt, deren Anteile jedoch vollständig von der Stadt Genua gehalten wurden.
2003 wurde das extraurbane Netz an die neue Gesellschaft AMT Extra abgetreten, die nach mehreren Anläufen von der Società Tigullio Pubblici Trasporti (zu Deutsch: Tigullische Gesellschaft für öffentlichen Verkehr) übernommen wurde. Diese wurde erst in Autolinee Liguri Provincia di Genova (ALI, zu Deutsch: Ligurische Autolinien der Provinz Genua) umbenannt und dann mit der Società Tigullio Pubblici Trasporti zu der heutigen Azienda Trasporti Provinciali S.p.A. (ATP, zu Deutsch: Provinzverkehrsbetrieb) vereint.
Im Jahr 2004 wurde die Verwaltung des Fuhrparks und der Gebäude der neuen Gesellschaft Azienda Mobilità e Infrastrutture (AMI, zu Deutsch: Mobilitäts- und Infrastrukturbetrieb), die ebenfalls unter der Kontrolle der Kommune ist, übertragen. Ein Jahr später wurden 41 % der Anteile von AMT von der französischen Transdev und der italienischen Autoguidovie Italiane (AGI) erstanden.
2007 wurde die Oberleitungsbuslinie wiedereröffnet. Sie verbindet mittlerweile das Stadtviertel Sampierdarena mit der Innenstadt. Wegen der oben angesprochenen Gründe ist diese Linie jedoch noch nicht vollständig ausgelastet. Neue Oberleitungsbusse werden für den Dezember 2007 erwartet.
Nach der Fusion zwischen Transdev und Veolia hat die RATP 41 % der Anteile an der AMT Genua übernommen.
Seit 16. April 2010 betreibt die AMT auch die zuvor selbständige Ferrovia Genova–Casella.

## Angebot
AMT betreibt Stand 31. Dezember 2017:
- 138 Dieselbuslinien sowie den Volabus
- 1 U-Bahn-Linie
- 1 Oberleitungsbuslinie
- 2 Standseilbahnen (Funicolare Sant’Anna und Funicolare Zecca–Righi)
- 1 Zahnradbahn (Zahnradbahn Principe–Granarolo)
- 15 Aufzüge
- 3 Ruflinienbusse
- 1 Rufservice für Behinderte
- 1 Wasserbus (Navebus)

Auf dem 1.016 km langen Liniennetz wurden 2017 136 Millionen Passagierfahrten verzeichnet.

### Der Navebus
Am 1. August 2007 wurde eine Wasserbuslinie eröffnet. Die Fähre, der sogenannte Navebus verbindet mit acht täglichen Fahrten (vier am Wochenende) den Porto Antico mit dem peripheren Stadtviertel Pegli in 30 Minuten Fahrzeit. Der Service, der das Nahverkehrsangebot auf ungewöhnliche Weise erweitert, wurde nach einer längeren Testphase eingerichtet. Er kann mit dem regulären Busticket benutzt werden.

### Der Volabus
Unter den traditionellen Buslinien befindet sich ein Shuttlebusservice, der stündlich und sieben Tage die Woche den Bahnhof Piazza Principe mit dem Flughafen Cristoforo Colombo verbindet. Einzige Zwischenhaltestellen sind in Sampierdarena die Haltestelle Via Avio 1 beziehungsweise Via Pacinotti und der Bahnhof von Cornigliano. Die Fahrtzeit des sogenannten Volabus von einer zur anderen Endhaltestelle beträgt circa 20 Minuten.

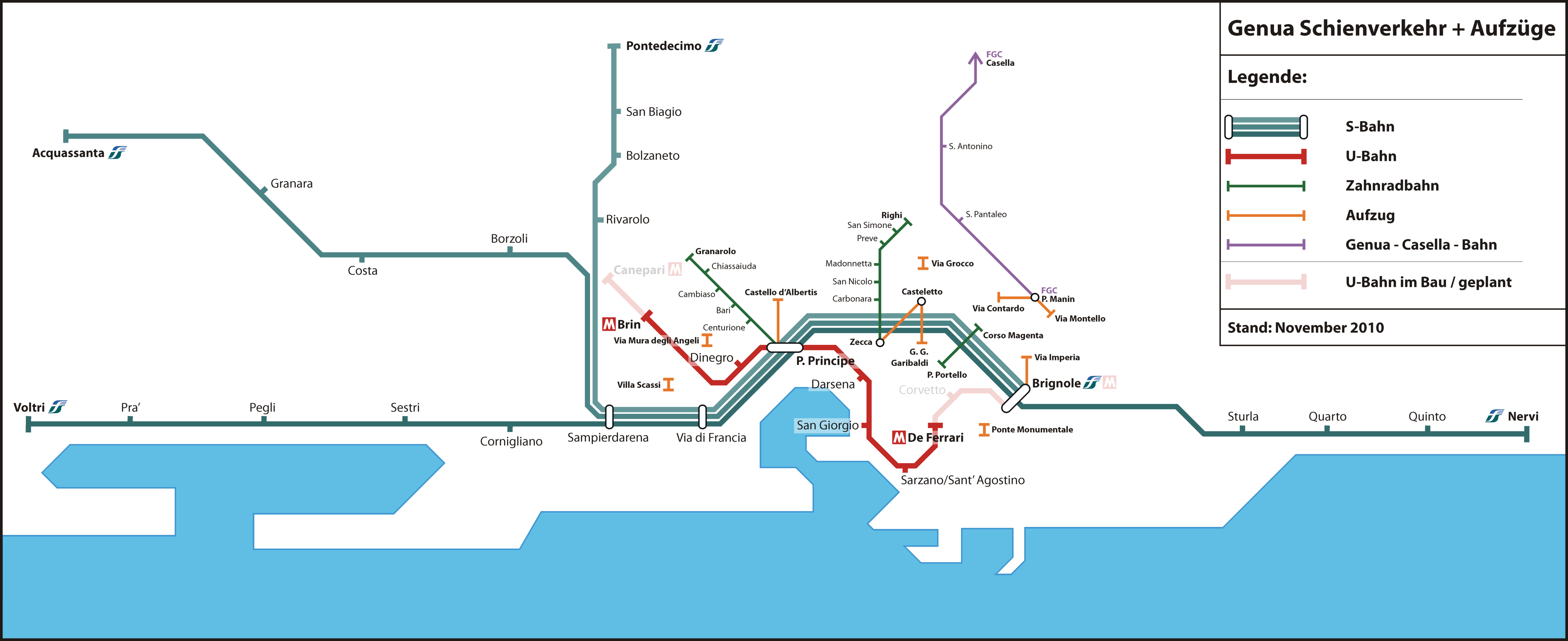
Angebot im Schienenverkehr der AMT (mit Ausnahme der S-Bahn-Linien)